# ماریانا مخیتاریان
ماریانا مخیتاریان (ارمنی: Մարիաննա Մխիթարյան؛ انگلیسی: Marianna Mkhitaryan؛ ۲ آوریل ۱۹۶۷) یک بازیگر اهل ارمنستان است. 

## زندگی‌نامه
وی در در ایروان به دنیا آمد و از آکادمی دولتی هنرهای زیبای ارمنستان فارغ‌التحصیل شد. وی همچنین برندهٔ جوایزی همچون مدال طلای وزارت فرهنگ جمهوری ارمنستان و مدال یادبود نخست‌وزیر ارمنستان شده‌است.

## گزیده فیلمشناسی
از فیلم‌ها یا برنامه‌های تلویزیونی که وی در آن نقش داشته‌است می‌توان به دفتر خاطرات روزانه الن اشاره کرد.